# Venta Prime (Teletienda)
Venta Prime (estilizado en el logotipo como VentaPrime), (anteriormente como European Home Shopping, conocida como EHS.TV) es una plataforma de televenta española fundada en 1992 y disuelta en noviembre de 2023 como European Home Shopping y relanzado como Venta Prime.

## Historia
European Home Shopping se fundó en 1992 dedicado a la comunicación comercial, es decir, a la venta de productos y servicios comúnmente denominados teletienda. Ehs.TV emite a través de diversas cadenas de televisión en abierto de forma parcial, como la TDT.
Entre el 8 de octubre y el 1 de noviembre de 2010, La Sexta 3 emitió la señal de Ehs.TV durante su periodo de pruebas hasta el lanzamiento oficial del canal.
Entre el 1 de julio y el 12 de septiembre de 2011, Veo Televisión emitió la señal del canal Ehs.TV bajo el nombre de Teletienda.
El 31 de agosto de 2011, cesó sus emisiones en Canal+ debido a la cesión de un laudo judicial y varios recursos que obligaban a la entonces Sogecable a incluir el canal en su oferta. El 12 de septiembre del mismo año, Teletienda cesó sus emisiones en TDT debido a la reanudación de las emisiones de Veo Televisión.
Hasta el 1 de enero de 2012, Ehs.TV compartió espacio de programación con Veo Televisión de forma parcial (de lunes a jueves durante 20 horas diarias y de viernes a domingo durante todo el día).
El 20 de febrero de 2013, el canal empezó a emitir a través de las frecuencias autonómicas de Metropolitan TV. También emite en las locales en las que emitían los canales «Aprende Inglés TV» (actualmente «Vaughan TV») y Metropolitan TV. Además, existen diversas cadenas de televisión en abierto (ya sea de ámbito local, autonómico o nacional) que emiten la programación del canal de forma parcial.
El 14 de octubre de 2013, en Castilla-La Mancha comienza a emitir Ehs.TV.
El 7 de febrero de 2014, tras el cese de emisiones de MTV por la TDT, el canal comenzó a emitir su señal en la frecuencia de la Sociedad Gestora de Televisión Net TV. Sin embargo, el 7 de abril, esta señal finalizó sus emisiones debido a la no renovación de licencias por el cierre de los nueve canales de televisión que dictaminó el Tribunal Supremo.
El 7 de junio, Ehs.TV cesó de transmitir en el canal 26 de la ciudad de Murcia donde emitía La Opinión TV para dar paso a las emisiones en pruebas de BOM. 
El 4 de octubre, el canal que estaba emitiendo en Castilla-La Mancha desaparece.
En 2015, el canal Ehs.TV en las Islas Baleares dejó de emitir y fue reemplazado por Canal 4 Islas Baleares.
El 19 de agosto de 2016, el canal Ehs.TV en Comunidad de Madrid, Andalucía y Región de Murcia es reemplazado por Canal BOM. En la Comunidad Valenciana cesó para dar paso a Las Provincias TV.
Durante un tiempo, el canal solo se emitió en TDT, en el horario de madrugada del canal Gol Play, hasta que en noviembre de 2023, se reinventó como Venta Prime.
Actualmente, Venta Prime emite a través de diversas cadenas de televisión en abierto de forma parcial, como la TDT. Por ejemplo, Antena 3, La Sexta, Mega, Gol Play, entre otros.

## Ehs2.TV
El 1 de agosto de 2013, en Andalucía comenzó a emitir un canal llamado Ehs2.TV, el cual emitía la misma programación que Ehs.TV. El 1 de octubre de 2013, este canal desapareció definitivamente de la TDT después de que estuviera varios meses sin emitir ninguna programación.

## Imagen corporativa

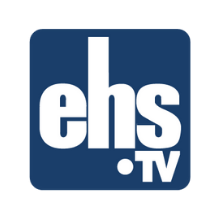
1992 - 2023